# Charley Shipp
Charles William "Charley" Shipp (Indianápolis, Indiana, 3 de diciembre de 1913-21 de marzo de 1988) fue un jugador y entrenador de baloncesto estadounidense que disputó doce temporadas en la NBL, y una más en la NBA. Los dos últimos años de su carrera ejerció como jugador-entrenador de los Waterloo Hawks. Con 1,85 metros de estatura, jugaba en la posición de escolta.

## Trayectoria deportiva

### Universidad
Jugó durante su etapa universitaria con los Cardinals de la Universidad Católica de América, siendo hasta la fecha el único jugador de dicha institución en llegar a jugar en la NBA.

### Profesional
Fichó en 1937 por los Akron Wingfoots de la NBL, donde en su primera temporada promedió 5,6 puntos por partido, ganando el campeonato, y siendo elegido en el mejor quinteto del mismo. Al año siguiente repitieron título, siendo incluido en esta ocasión en el segundo mejor quinteto de la NBL, y en 1940 fichó por los Oshkosh All-Stars, con los que conseguiría dos títulos más de campeón de liga, siendo elegido en cuatro ocasiones más en el mejor quinteto de la liga.
En 1944 fichó por los Fort Wayne Pistons, con los que en su primera temporada ganó su quinto título de campeón de la NBL, colaborando con 2,6 puntos por partido. Tras una temporada más en los Pistons fichó por los Anderson Duffey Packers, donde recuperó el protagonismo perdido en sus últimas temporadas, logrando en 1948 ser incluido en el mejor quinteto del World Professional Basketball Tournament, algo que ya había conseguido en 1943 con los All-Stars.
En 1948 recaló en los Waterloo Hawks, donde asumió el rol de jugador-entrenador. En su primera temporada promedió 4,8 puntos por partido, consiguiendo 30 victorias y 32 derrotas, mientras que al año siguiente, con el equipo inscrito en la NBA y con 36 años cumplidos, logró 4,7 puntos y 2,0 asistencias por encuentro.

## Estadísticas de su carrera en la NBA

### Temporada regular
| Temporada | Edad | Equipo         | Liga | P  | TC  | TCA | %TC  | TL  | TLA | %TL  | ASIS | FP  | PTS |
| 1949-50   | 36   | Waterloo Hawks | NBA  | 23 | 1.5 | 6.0 | .255 | 1.6 | 2.2 | .725 | 2.0  | 2.0 | 4.7 |
| Total     |      | NBA            |      | 23 | 1.5 | 6.0 | .255 | 1.6 | 2.2 | .725 | 2.0  | 2.0 | 4.7 |